# トールポピー
トールポピー (Tall Poppy) は、日本の競走馬。主な勝ち鞍は2007年の阪神ジュベナイルフィリーズ、2008年の優駿牝馬。
馬名は直訳すると「背が高いひなげしの花」という意味で、オーストラリアでは「高額所得者・成功者」の意味でも使用される語である。

## 概要
キャロットクラブの2006年度募集では一口7万円（全400口）の総額2800万円だった。一次募集で満口抽選となったが、9月8日時点で馬体重444kgだったものが出資締切後の9月29日に477kgと3週間で大幅に増加していたということがあった。

### デビュー前
入厩前に2007年6月16日の阪神競馬場開幕週の新馬戦でデビューするプランもあった。

### 2歳
7月8日に阪神競馬場で行われた2歳新馬戦でデビューを迎え、単勝3.2倍の2番人気に支持された。しかし、レースではスタートで出遅れた影響もあり2着だった。なお、このレースには後の皐月賞優勝馬・キャプテントゥーレ、シンザン記念優勝馬・ドリームシグナル、宝塚記念優勝馬・アーネストリーも出走していた。レース後は7月12日にグリーンウッドへ放牧に出された。その後山元トレーニングセンターを経て、札幌競馬場へ移動した。しかし、札幌ではレースに出走せず、10月上旬に栗東へ帰厩した。第2戦は10月20日に京都競馬場で行われた2歳未勝利戦に出走し、1番人気でハナ差の1着となり初勝利をあげる。なお10月26日に翌年のクラシック第1回登録が締め切られ、5競走すべてに登録した。続く黄菊賞（500万下）では2番人気に支持され、最後の直線で一旦は先頭に立つもののヤマニンキングリーにクビ差かわされ2着だった。そして、初の重賞及びJpnI挑戦となった阪神ジュベナイルフィリーズに出走登録を行ったが1勝馬のため抽選対象となり、16頭中6頭の出走となる抽選を突破し出走に至った。レースではオディール、エイムアットビップに続く3番人気でオディール、エイムアットビップ、レーヴダムールを抑えてクビ差で1着となり、重賞及びJpnI初勝利を挙げた。1勝した後に黄菊賞2着を経て阪神ジュベナイルフィリーズに勝利するのは、前年の優勝馬である同じ厩舎のウオッカと同じローテーションである。レース後は放牧に出された。
これらの活躍が評価され、2007年度のJRA賞最優秀2歳牝馬に選出された。

### 3歳
2008年はチューリップ賞から始動するが、逃げるエアパスカルを交わせず2着に敗れた。その後の桜花賞では1番人気に支持されるが、レース当日の馬体重は-10キロと大きく減っていた。レース本番は後方から進めるも伸びあぐね差し届かず8着だった。レース後、角居調教師は「プラス体重で出られると思っていたのに、10キロ減っていた。失敗です」と調整失敗だったことを語った。
そして巻き返しを図った優駿牝馬（オークス）。レースでは中段待機策を取り、最後の直線走路で強引に中をこじ開けるように内側に切り込み、エフティマイア、レジネッタの追走を振り切り1着でゴールイン。JpnIレース2勝目を飾った。優駿牝馬後はアメリカンオークスへ出走するために栗東トレーニングセンターの検疫馬房に入厩したものの、疲れが抜けきらないため遠征を断念し、ノーザンファームへ放牧に出された。
放牧明けはローズステークスに出走し、レジネッタに次ぐ2番人気に支持されたが、6着に敗れた。そして迎えた本番、秋華賞ではレジネッタなどを押さえて1番人気に支持されたが、直線で伸びず10着に敗れた。次走にはエリザベス女王杯が予定されていたが、レース当週の11月12日に鼻出血を発症し出走を回避することになった。

### 4歳
2009年の初戦は3月15日の中山牝馬ステークス。3番人気に支持されたが、プラス14キロの馬体重が影響し、見せ場なく10着に終わった。その後、放牧を挟んで10月18日の府中牝馬ステークスに出走したが見せ場なく12着と大敗した。続く12月6日のターコイズステークスでも見せ場なく12着と大敗した。続く12月19日の愛知杯では中団追走も失速し16着と惨敗した。

### 5歳
2010年は4月10日の阪神牝馬ステークスに出走。後方待機もまったく伸びず、17着と惨敗。翌11日に引退が発表された。角居調教師は「レースが嫌いになってしまった」とした。

### 繁殖入り後
引退後はノーザンファームで繁殖牝馬となった。初年度から2年続けてキングカメハメハの仔を出産したが、2012年6月22日、腸捻転のため繋養先のノーザンファームにて死亡した。

## 競走成績
| 年月日 | 年月日 | 年月日 | 競馬場 | 競走名         | 格      | 頭 数 | 枠 番 | 馬 番 | オッズ （人気） | オッズ （人気） | 着順 | 騎手     | 斤量 [kg] | 距離（馬場）  | タイム （上り3F） | 着差 | 勝ち馬/（2着馬）     |
| 2007   | 7.     | 8      | 阪神   | 2歳新馬        |         | 15    | 3     | 4     | 03.3            | 0（2人）        | 02着 | 池添謙一 | 54        | 芝1800m（良） | 1:49.0 (35.9)     | -0.3 | アーネストリー       |
|        | 10.    | 20     | 京都   | 2歳未勝利      |         | 11    | 5     | 5     | 02.2            | 0（1人）        | 01着 | 池添謙一 | 54        | 芝2000m（重） | 2:02.2 (35.7)     | -0.0 | （シャイニングデイ） |
|        | 11.    | 11     | 京都   | 黄菊賞         | 500万下 | 13    | 4     | 4     | 05.6            | 0（2人）        | 02着 | 池添謙一 | 54        | 芝1800m（良） | 1:47.5 (35.4)     | -0.0 | ヤマニンキングリー   |
|        | 12.    | 2      | 阪神   | 阪神JF         | JpnI    | 18    | 7     | 15    | 06.6            | 0（3人）        | 01着 | 池添謙一 | 54        | 芝1600m（良） | 1:33.8 (35.2)     | -0.0 | （レーヴダムール）   |
| 2008   | 3.     | 8      | 阪神   | チューリップ賞 | JpnIII  | 16    | 1     | 2     | 02.2            | 0（1人）        | 02着 | 池添謙一 | 54        | 芝1600m（良） | 1:35.8 (34.1)     | -0.0 | エアパスカル         |
|        | 4.     | 13     | 阪神   | 桜花賞         | JpnI    | 17    | 5     | 10    | 03.8            | 0（1人）        | 08着 | 池添謙一 | 55        | 芝1600m（良） | 1:34.8 (34.7)     | -0.4 | レジネッタ           |
|        | 5.     | 25     | 東京   | 優駿牝馬       | JpnI    | 18    | 7     | 15    | 09.7            | 0（4人）        | 01着 | 池添謙一 | 55        | 芝2400m（稍） | 2:28.8 (35.3)     | -0.0 | （エフティマイア）   |
|        | 9.     | 21     | 阪神   | ローズS        | JpnII   | 18    | 1     | 1     | 04.0            | 0（2人）        | 06着 | 池添謙一 | 54        | 芝1800m（重） | 1:48.0 (35.7)     | -0.7 | マイネレーツェル     |
|        | 10.    | 19     | 京都   | 秋華賞         | JpnI    | 18    | 6     | 11    | 03.6            | 0（1人）        | 10着 | 池添謙一 | 55        | 芝2000m（良） | 1:58.9 (35.3)     | -0.5 | ブラックエンブレム   |
| 2009   | 3.     | 15     | 中山   | 中山牝馬S      | GIII    | 16    | 8     | 16    | 06.5            | 0（3人）        | 10着 | 池添謙一 | 56.5      | 芝1800m（稍） | 1:49.8 (36.0)     | -0.7 | キストゥヘヴン       |
|        | 10.    | 18     | 東京   | 府中牝馬S      | GIII    | 18    | 2     | 3     | 07.8            | 0（5人）        | 12着 | 池添謙一 | 55        | 芝1800m（良） | 1:46.0 (35.6)     | -1.4 | ムードインディゴ     |
|        | 12.    | 6      | 中山   | ターコイズS    | OP      | 14    | 8     | 14    | 08.3            | 0（5人）        | 12着 | 池添謙一 | 56        | 芝1600m（稍） | 1:34.2 (35.4)     | -1.2 | ウェディングフジコ   |
|        | 12.    | 19     | 中京   | 愛知杯         | GIII    | 18    | 7     | 14    | 35.4            | （12人）        | 16着 | 松田大作 | 56        | 芝2000m（良） | 2:01.3 (35.8)     | -1.6 | リトルアマポーラ     |
| 2010   | 4.     | 10     | 阪神   | 阪神牝馬S      | GII     | 18    | 8     | 16    | 62.2            | （12人）        | 17着 | 池添謙一 | 56        | 芝1400m（良） | 1:21.9 (35.3)     | -1.7 | アイアムカミノマゴ   |

## 優駿牝馬での斜行についての議論
最後の直線走路で当馬の行った斜行が、審議の対象となり降着にはならなかったものの、鞍上の池添は「継続的かつ修正動作の無い危険な騎乗」により開催日2日間の騎乗停止となった。近年の中央競馬におけるGI級レースの勝ち馬で、着順は変更されず騎手が騎乗停止になった例は、ミスターシービーが優勝した日本ダービーと、シンボリルドルフが優勝した皐月賞などしか例がない。この2つのレースは降着制度が存在しなかった時期に行われたものであり、降着制度が導入されてからは、トールポピーが優勝したオークスが初のケースとなった。この裁決が「灰色の決着」となったことで、各所で議論が沸きあがることとなった。
- 競馬評論家の柏木集保はレース回顧の中で「普通のレース（条件戦など）だったら文句なしに降着だ」と述べている[8]。また、コラム内でも「大きな斜行は誰の目にも明らかだ」「トールポピーは天下のノーザンファームの生産馬であり、オーナーも社台系であるから、被害を受けた騎手が抗議できなかった」と述べ、現在の審判・裁決制度の問題点を批判した[9]。
- 元騎手の田原成貴は「他の馬の進路を妨害したことは間違いない事実」「競馬会の裁決委員は昔からいい加減。馬主の力関係などで（裁決の内容が）大きく変わる。フェアーな裁決を期待するほうが間違っている」と述べ、JRAの体質を批判した[10]。
- 元騎手の坂井千明は、「勝負事なのだから、多少乱暴な騎乗になってしまっても勝ちにいかなければ仕方がない。」「乗り方はともかく僕は池添の『勝ちたかった』という気持ちを評価してあげたい。」と述べ、池添を擁護したが、JRAの裁決の内容にはノーコメントである[11]。
- 競馬記者の野元賢一は、今回JRAとメディアの間に認識のズレが生じた一因は、新ルールが浸透していなかったことだったと述べている。この新ルールとは、2005年1月に裁決基準が大幅に変更されたものであり、騎乗停止日数について、案件の性格に応じて2日、4日、6日以上の3段階に分け、重大な過失以外は4日とされ、以前に比べて軽減された。一方、過怠金は増額されて最高10万円となり、従来はまれに適用されていた過怠金10万円相当の件を、騎乗停止2日間にするとしたもの。また、ネット上や、上記の柏木集保にみられる「社台系の生産馬なので降着にされなかった」という意見に関しては「オークスは18頭中12頭が社台グループの生産馬で、トールポピーも、降着なら繰り上がり優勝となったエフティマイアも、同じノーザンファーム生産馬なので、世間にあまたある陰謀論の中でも、相当に稚拙な部類だろう。」としている。そして今回を総括して「降着なら話はすっきりするし、「社台優遇」のような都市伝説も一蹴できるし降着としないのなら、騎手も10万円で済ませておけば、ファン側から見た「一貫性」は確保される。世の中にどう見えるかという観点に立てば、今回の裁決は最悪である。」と述べているが、「主観レベルだけでなく、海外からも「世界一シビアな主催者」と見られているJRAが、ファンやメディアにこれほど強い不信感を持たれている。この状況は不幸と言うほかない」と一定の同情も見せている[12]。

2010年にサンケイスポーツがJRAに行ったインタビューにおいて、回答したJRA審判部の部長補佐はこの競走について「この時の映像は、裁決委員の国際会議でも上映しましたが、米、仏の担当者も“着順を変更しないだろう”という意見でした」と述べている。

## 繁殖成績
|       | 馬名               | 誕生年 | 父               | 毛色 | 性 | 厩舎           | 馬主               | 戦績           |
| ----- | ------------------ | ------ | ---------------- | ---- | -- | -------------- | ------------------ | -------------- |
| 第1子 | オリエンタルポピー | 2011年 | キングカメハメハ | 鹿毛 | 牝 | 栗東・角居勝彦 | キャロットファーム | 4戦0勝（引退） |
| 第2子 | トールポピーの2012 | 2012年 | キングカメハメハ | 鹿毛 | 牝 | -              | -                  | 未出走（死亡） |

## 血統表
| トールポピーの血統              | トールポピーの血統                                   | トールポピーの血統         | （血統表の出典）           | （血統表の出典） |
| 父系                            | ゼダーン系                                           | ゼダーン系                 | ゼダーン系                 | [ § 2 ]          |
| 父 ジャングルポケット 1998 鹿毛 | 父の父*トニービン Tony Bin 1983 鹿毛                 | *カンパラ Kampala          | Kalamoun                   | Kalamoun         |
| 父 ジャングルポケット 1998 鹿毛 | 父の父*トニービン Tony Bin 1983 鹿毛                 | *カンパラ Kampala          | State Pension              |                  |
| 父 ジャングルポケット 1998 鹿毛 | 父の父*トニービン Tony Bin 1983 鹿毛                 | Severn Bridge              | Hornbeam                   | Hornbeam         |
| 父 ジャングルポケット 1998 鹿毛 | 父の父*トニービン Tony Bin 1983 鹿毛                 | Severn Bridge              | Priddy Fair                |                  |
| 父 ジャングルポケット 1998 鹿毛 | 父の母*ダンスチャーマー Dance Charmer 1990 黒鹿毛    | Nureyev                    | Northern Dancer            | Northern Dancer  |
| 父 ジャングルポケット 1998 鹿毛 | 父の母*ダンスチャーマー Dance Charmer 1990 黒鹿毛    | Nureyev                    | Special                    |                  |
| 父 ジャングルポケット 1998 鹿毛 | 父の母*ダンスチャーマー Dance Charmer 1990 黒鹿毛    | Skillful Joy               | Nodouble                   | Nodouble         |
| 父 ジャングルポケット 1998 鹿毛 | 父の母*ダンスチャーマー Dance Charmer 1990 黒鹿毛    | Skillful Joy               | Skillful Miss              |                  |
| 母 アドマイヤサンデー 1995 鹿毛 | 母の父*サンデーサイレンス Sunday Silence 1986 青鹿毛 | Halo                       | Hail to Reason             | Hail to Reason   |
| 母 アドマイヤサンデー 1995 鹿毛 | 母の父*サンデーサイレンス Sunday Silence 1986 青鹿毛 | Halo                       | Cosmah                     |                  |
| 母 アドマイヤサンデー 1995 鹿毛 | 母の父*サンデーサイレンス Sunday Silence 1986 青鹿毛 | Wishing Well               | Understanding              | Understanding    |
| 母 アドマイヤサンデー 1995 鹿毛 | 母の父*サンデーサイレンス Sunday Silence 1986 青鹿毛 | Wishing Well               | Mountain Flower            |                  |
| 母 アドマイヤサンデー 1995 鹿毛 | 母の母*ムーンインディゴ Moon Indigo 1986 鹿毛        | El Gran Senor              | Northern Dancer            | Northern Dancer  |
| 母 アドマイヤサンデー 1995 鹿毛 | 母の母*ムーンインディゴ Moon Indigo 1986 鹿毛        | El Gran Senor              | Sex Appeal                 |                  |
| 母 アドマイヤサンデー 1995 鹿毛 | 母の母*ムーンインディゴ Moon Indigo 1986 鹿毛        | Madelia                    | Caro                       | Caro             |
| 母 アドマイヤサンデー 1995 鹿毛 | 母の母*ムーンインディゴ Moon Indigo 1986 鹿毛        | Madelia                    | Moonmadness                |                  |
| 母系(F-No.)                     | 1号族(FN:1-p)                                        | 1号族(FN:1-p)              | 1号族(FN:1-p)              | [ § 3 ]          |
| 5代内の近親交配                 | Northern Dancer 4×4=12.50%                           | Northern Dancer 4×4=12.50% | Northern Dancer 4×4=12.50% | [ § 4 ]          |
| 出典                            | 1. 2. 3. 4.                                          | 1. 2. 3. 4.                | 1. 2. 3. 4.                | 1. 2. 3. 4.      |

- 全兄に東京スポーツ杯2歳ステークスと共同通信杯を連勝し、皐月賞で3着に入ったフサイチホウオー、全妹に秋華賞を勝ったアヴェンチュラがいる。
- 甥に京都大賞典、ジャパンカップを勝ったヴェラアズールがいる。